# Bécassine d'Iredale
Coenocorypha iredalei
Espèce
Synonymes
- Gallinago aucklandica
- Coenocorypha aucklandica iredalei

Statut de conservation UICN

 EX  : Éteint
La Bécassine d'Iredale (Coenocorypha iredalei) est une espèce d’oiseaux appartenant à la famille des Scolopacidae.